# Schlotheimia gauthieri
Schlotheimia gauthieri är en bladmossart som beskrevs av Thériot 1923. Schlotheimia gauthieri ingår i släktet Schlotheimia och familjen Orthotrichaceae. Inga underarter finns listade i Catalogue of Life.